# Ildjernet
Ildjernet est une petite île de la commune de Nesodden , dans le comté d'Akershus en Norvège.

## Description
L'île de 0,17 km2 est située en l'Oslofjord intérieur et le Bunnefjorden, juste au nord-ouest de Bjørnemyr. Ildjernet appartenait à l'église Sainte-Marie d'Oslo. Depuis les temps anciens, l'île n'était pas adaptée à l'agriculture. Aujourd'hui, il n'y a pas de résidents permanents; La plupart des personnes résidentes sont celles qui possèdent des maisons d'été sur l'île.
Un certain nombre d'îles plus petits se trouvent autour d'Ildjernet.

## Zone protégée
L'îlot Ildironet est devenu une réserve naturelle en 2008, dans le but de protéger une zone marine peu profonde avec des marais salants.